# 송원홍
송원홍(宋元泓, 일본식 이름: 松原正明, 1888년 2월 15일 ~ ?)은 일제강점기의 지방행정 관료이다.

## 생애
출신지이자 원적지는 평안남도 대동군이지만 현재의 원산시인 함경남도 덕원군 출신이라는 기록도 있다. 평양에 안창호가 세운 대성학교를 1912년에 졸업했고, 1916년에는 경성법학전문학교를 졸업했다.
학교 졸업 직후부터 함경남도 단천군 서기로 근무하면서 조선총독부 관리가 되었다. 단천군에서 이재과와 농무과 서기를 거쳤고, 덕원군과 이원군에서도 근무하였다. 1930년에 총독부 군수로 승진하여 함경남도 문천군 군수로 발령받았다. 이후 홍원군과 갑산군 군수를 차례로 지냈다.
홍원군수로 재직 중이던 1935년에 총독부가 편찬한 《조선공로자명감》에 조선인 공로자 353명 중 한 명으로 수록되어 있다. 갑산군수이던 1938년을 기준으로 정6위 훈6등에 서위되어 있었다. 1939년에 퇴관하여 원산의 영흥만어업조합 이사에 취임했다.
2008년 발표된 민족문제연구소의 친일인명사전 수록예정자 명단 중 관료 부문에 포함되었다.

## 참고자료
- 송원홍(宋元泓) - 국사편찬위원회